# Dědicové
Dědicové (The Inheritors, 1955) je druhý román držitele Nobelovy ceny za literaturu, anglického spisovatele Williama Goldinga. Vypráví o setkání dvou tlup odlišných druhů člověka (Homo sapiens a Homo neanderthalensis) v době zhruba před 50 000 lety, které skončí pro méně vyvinuté neandrtálce katastroficky. Podobně jako Pánem much polemizuje Golding s Korálovým ostrovem R. M. Ballantyna, románem Dědicové pak s Dějinami světa a Chlupatci H. G. Wellse.

## Děj
Tlupa neandrtálců se vrací od zimoviště u moře do své jeskyně. Nejstarší Mal však spadne do studené vody a později na následky prochlazení zemře. Nejudatnější člen tlupy, Ha, záhadně zmizí a hlavní postava knihy Lok se ho vydá hledat. Při tom narazí na „nové lidi“, které se utáboří blízko jeskyně neandrtálců. Později lidé zabijí všechny kromě Loka, ten ale sám žít dál nemůže. Poslední (dvanáctá) kapitola je pak najednou vyprávěna z pohledu lidí, přestože lidé bezbranné neandrtálce zabili, bojí se jich a mluví o nich jako o ďáblech.
Děj knihy je sledován z pohledu ne příliš bystrého Loka, pro čtenáře je tak někdy těžké pochopit, co se vlastně děje, podobně jako to nedokáže pochopit Lok. Neadrtálci jsou vylíčeni jako mírumilovná stvoření a součást přírody (což je z dnešního vědeckého pohledu nepřesné), již spolu však mluví, mají i jednoduchá jména, znají oheň (ale ještě ho neumí rozdělat), jako nástroje používají obyčejné kameny, běhají po čtyřech a uctívají „Oa“, stvořitelku všeho. Naproti tomu lidé (kromaňonci) ovládají luk a šípy, vydlabávají z kmenů kanoe, znají alkoholické nápoje a mají poměrně složitý kult jelena.

## Hlavní postavy
- neandrtálci
  - Lok, muž, nepříliš bystrý, zábavný
  - Fa, žena
  - Ha, muž
  - Nil, žena
  - Liku, malá holčička
  - Mal, stařec
  - stařena, matka Loka
  - „ten nový“, batole, dítě Nil
- kromaňonci
  - Tuami, muž
  - Vivani, žena
  - Marlan, stařec, šaman
  - Tanakil, dívka
  - Twal, žena
  - Vakiti, muž

## Česká vydání
- Dědicové, překlad Šimon Pellar, Mladá fronta, 226 stran, 1996, ISBN 80-204-0625-5